# 鈴木隆 (作家)
鈴木 隆（すずき たかし、1919年8月12日 - 1998年1月25日）は、日本の児童文学作家。

## 経歴
岡山県生まれ。旧制岡山中学校から会津の旧制喜多方中学校に転校。早稲田大学文学部卒。
早大童話会経由で坪田譲治に師事して童話作家となる。1966年に刊行した自伝的長編『けんかえれじい』が鈴木清順によって映画化され、この作で有名になる。

## 著書
- 『鼻が逃げだした話』（ゴーゴリ、訳、国民図書刊行会） 1948
- 『マッチのバイオリン』（理論社、日本の創作童話） 1961
- 『まほうの童話集』（三十書房、たのしい幼年童話） 1961
- 『忍術八郎ざの冒険』（理論社、ジュニア・ロマンブック） 1964
- 『はやかご次郎助』（実業之日本社） 1965
- 『けんかえれじい』（理論社） 1966、 のち角川文庫

1解説:和田誠、2解説:伊藤桂一、岩波現代文庫解説:今江祥智
- 『キャプテンはうそつき虫』（学習研究社、新しい日本の童話シリーズ） 1969
- 『ライオン堂はお昼ねちゅう』（学習研究社） 1969、のち偕成社文庫
- 「ボロディン号のひみつ」（学習研究社、「3年の学習 読み物特集号」収載）[1] 1970
- 『はらまき大砲』（国土社、現代の文学） 1986.9